# Молодова
Мо́лодова — группа мустьёрских и позднепалеолититических стоянок на Днестре.
Расположена на правом берегу Днестра вблизи с. Братановка Черновицкой области. Поблизости расположены другие известные палеолитические стоянки: Кормань IV, Кертоси, Стенка и другие.
Мустьёрские археологические слои содержат стоянки Молодова I, Молодова V и Кормань IV. Поздний палеолит представлен тут 4 этапами: древний — 28 000 лет до н. э., 28 000-26 000 лет до н. э. 21 000 год до н. э.
Обнаружены кости и рога, кремнёвые орудия, а также остатки жилища, построенного с использованием костей мамонта.
Именем стоянки названа Молодовская культура в долине реки Днестр.